# Olivier Panis
Olivier Jean Denis Marie Panis (* 2. September 1966 in Lyon) ist ein französischer Rennstallbesitzer und ehemaliger Automobilrennfahrer. Er nahm zwischen 1994 und 2004 an 158 Grand-Prix-Rennen zur Formel-1-Weltmeisterschaft teil und gewann eines davon. Er fuhr in der französischen Eisrennserie Trophée Andros und startete dort an der Seite des viermaligen Formel-1-Weltmeisters Alain Prost für Toyota.

## Karriere
Olivier Panis begann seine Karriere 1981 mit Kartrennen und wechselte 1988 in die französische Formel Renault, wo er 1989 die Meisterschaft gewann. Danach fuhr er bis 1991 in der Formel 3 und ab 1992 in der Internationalen Formel-3000-Meisterschaft. Dort gewann er 1993 mit einem Punkt Vorsprung auf Pedro Lamy den Meistertitel.
1994 schaffte Panis den Aufstieg in die Formel 1 und startete beim Großen Preis von Brasilien im Ligier-Renault in sein erstes Rennen. Panis fiel von Beginn an durch seine extreme Zuverlässigkeit und wenige Fehler bei einem soliden, aber nicht überragenden Grundspeed auf. Für sein Team war er stets Punktegarant, wenn es das Auto zuließ. In der Saison 1996 schaffte der unauffällige Franzose zur großen Überraschung der Beobachter den Sieg beim prestigeträchtigen Großen Preis von Monaco. Einerseits durch viele Ausfälle begünstigt – es kamen nur vier Autos ins Ziel –, andererseits durch eine fehlerfreie und unbeeindruckte Fahrt bekam er am Ende den Siegerpokal von Fürst Rainier überreicht. Dabei musste er im letzten Rennviertel seinen Konkurrenten David Coulthard im überlegenen McLaren-Mercedes hinter sich halten.

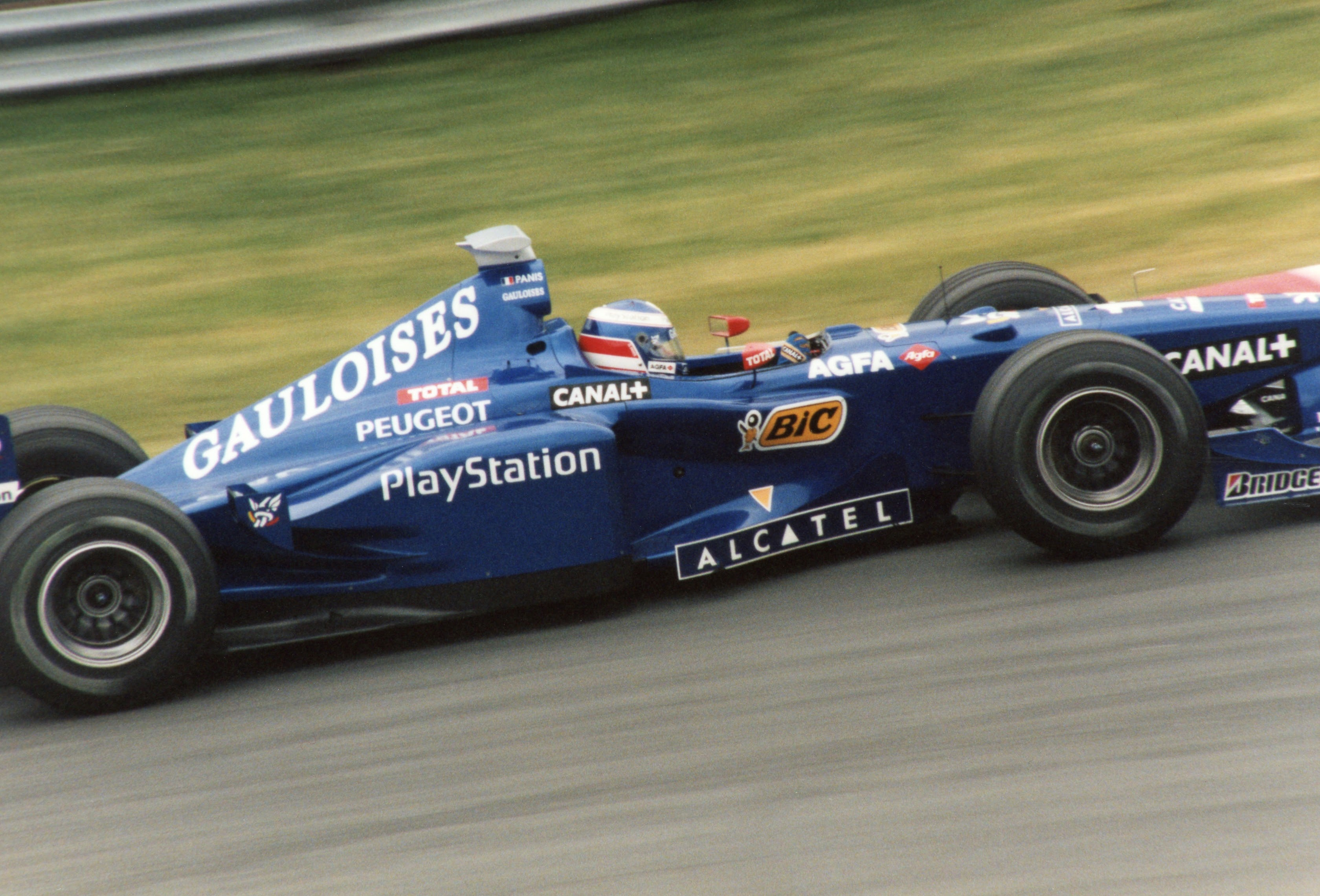
Panis im Prost-Peugeot, 1998

1997 startete Panis für Prost Grand Prix, nachdem Alain Prost das Ligier-Team 1996 übernommen hatte. Bei einem schweren Unfall beim Großen Preis von Kanada brach sich Panis beide Beine und musste für sieben Rennen pausieren. Bis zu diesem Rennen lag er auf dem dritten Platz der Fahrerwertung und fuhr in Brasilien und Spanien jeweils aufs Podest. Beim Großen Preis von Luxemburg feierte der Prost-Pilot mit dem sechsten Platz ein starkes Comeback, konnte an seine gute Form jedoch nicht mehr anknüpfen.
In den beiden Folgejahren fuhr Panis weiter für Prost Grand Prix, holte aber aufgrund mangelnder Konkurrenzfähigkeit erst 1999 wieder zwei WM-Punkte. Am Ende der Saison wurde Panis’ Vertrag bei Prost nicht verlängert.

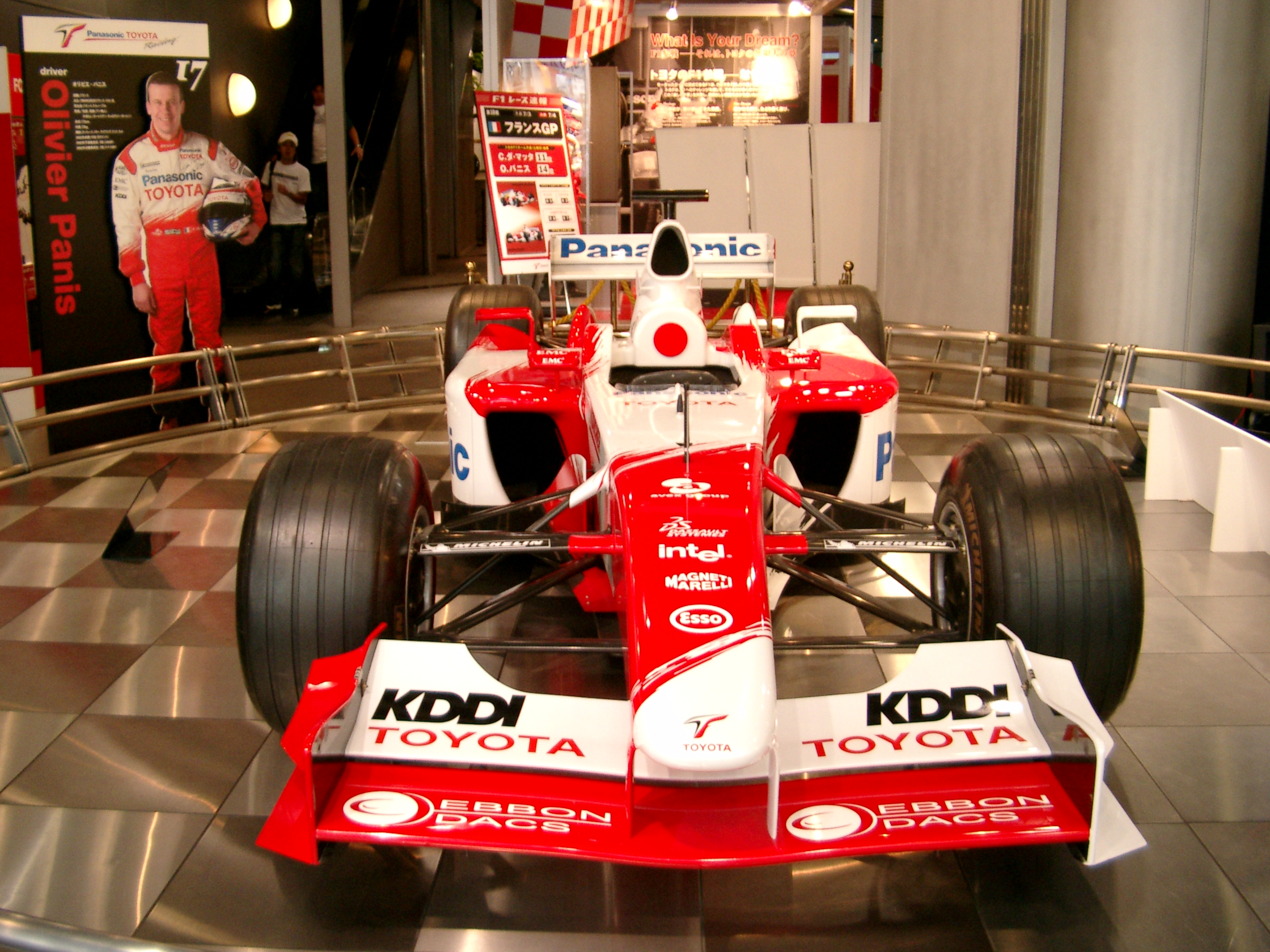
Panis’ Dienstwagen im Toyota Center in Tokyo

Mangels Alternativen wurde Panis im Jahr 2000 Testfahrer beim Team McLaren. Dort konnte er mit guter Entwicklungsarbeit und schnellen Testzeiten wieder auf sich aufmerksam machen und bekam für die Saison 2001 einen Vertrag bei BAR. An der Seite von Jacques Villeneuve vermochte er es jedoch nicht, den Rennstall entscheidend nach vorne zu bringen, und wechselte nach zwei Jahren erneut das Team, um im noch jungen Toyota-Rennstall Aufbauarbeit zu leisten.
In den Saisons 2003 und 2004 war Panis mit mäßigem Erfolg für die Japaner unterwegs und arbeitete nach dem Ende seiner aktiven Laufbahn noch weitere zwei Jahre als Testfahrer für das in Köln ansässige Team.

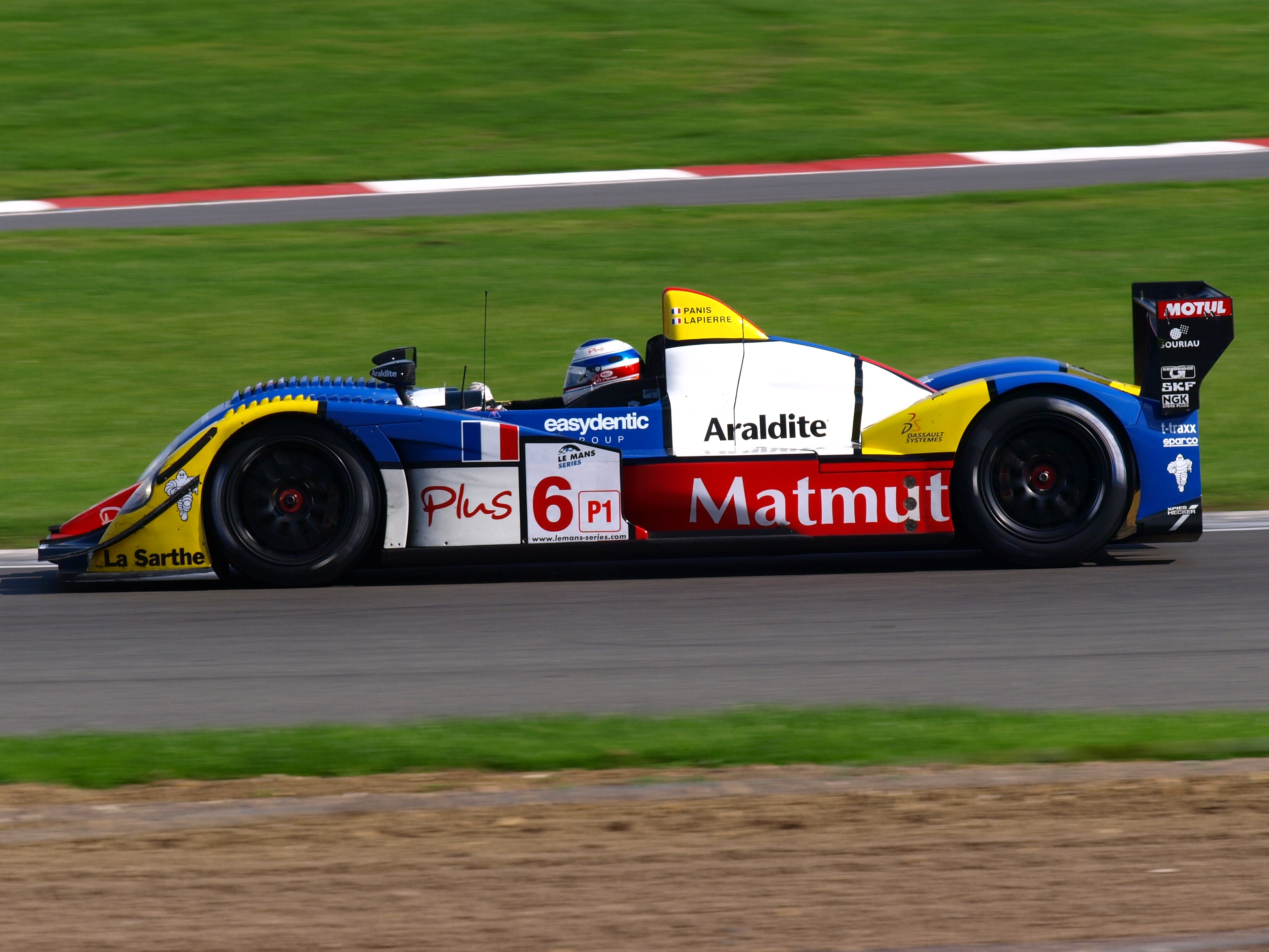
Panis 2008 in Silverstone im Courage-ORECA LC70

Nach seinem Ausscheiden aus der Formel-1 unterschrieb Panis für die Saison 2008 einen Vertrag beim französischen Team ORECA. Panis sollte nun gemeinsam mit Nicolas Lapierre einen Le-Mans-Prototyp in der Le Mans Series steuern. Über die veränderten Anforderungen im Sportwagensport äußerte sich Panis 2009:

« J’ai principalement cohabié avec Nicolas Lapierre et Soheil Ayari. Ce sont des gens que je connaissais depuis longtemps et l’état d’esprite était très bon. Le fait d’arriver en terrain connu a évidemment facilité cet aspect-là choses. [...] Cette facette humaine est beaucoup plus importante qu’en Formule 1 et c’est aussi ce qui me plait dans cette discipline. »

„Ich fuhr hauptsächlich mit Nicolas Lapierre und Soheil Ayari. Diese kenne ich eine lange Zeit und der Teamgeist ist sehr gut. Die Tatsache, dass ich im familiären Umfeld ankam, machte die Sache einfacher. [...] Diese menschlichen Aspekte sind sehr viel wichtiger als in der Formel 1 und das ist etwas, das ich an dem Sport schätze.“

ORECA hatte in der Winterpause den Rennwagenhersteller Courage übernommen und entwickelte für 2008 den Prototyp Courage-Oreca LC70. Der Wagen erwies sich als schnell, aber fehleranfällig, so fiel die Fahrerpaarung in drei der fünf Meisterschaftsläufen mit technischen Defekten aus. Das 1000-km-Rennen von Spa-Francorchamps beendeten Ortelli und Panis auf dem dritten Gesamtrang, hinter jeweils einem Fahrzeug des Audi- und Peugeot-Werksteams. Auf dem Nürburgring warfen Probleme mit der Elektronik den Wagen weit zurück. Neben der Le Mans Series stand auch das 24-Stunden-Rennen von Le Mans auf der Agenda des Teams ORECA, jedoch kam sein Teamkollege Marcel Fässler kurz nach Mitternacht von der Rennstrecke ab und beschädigte den Wagen irreparabel.

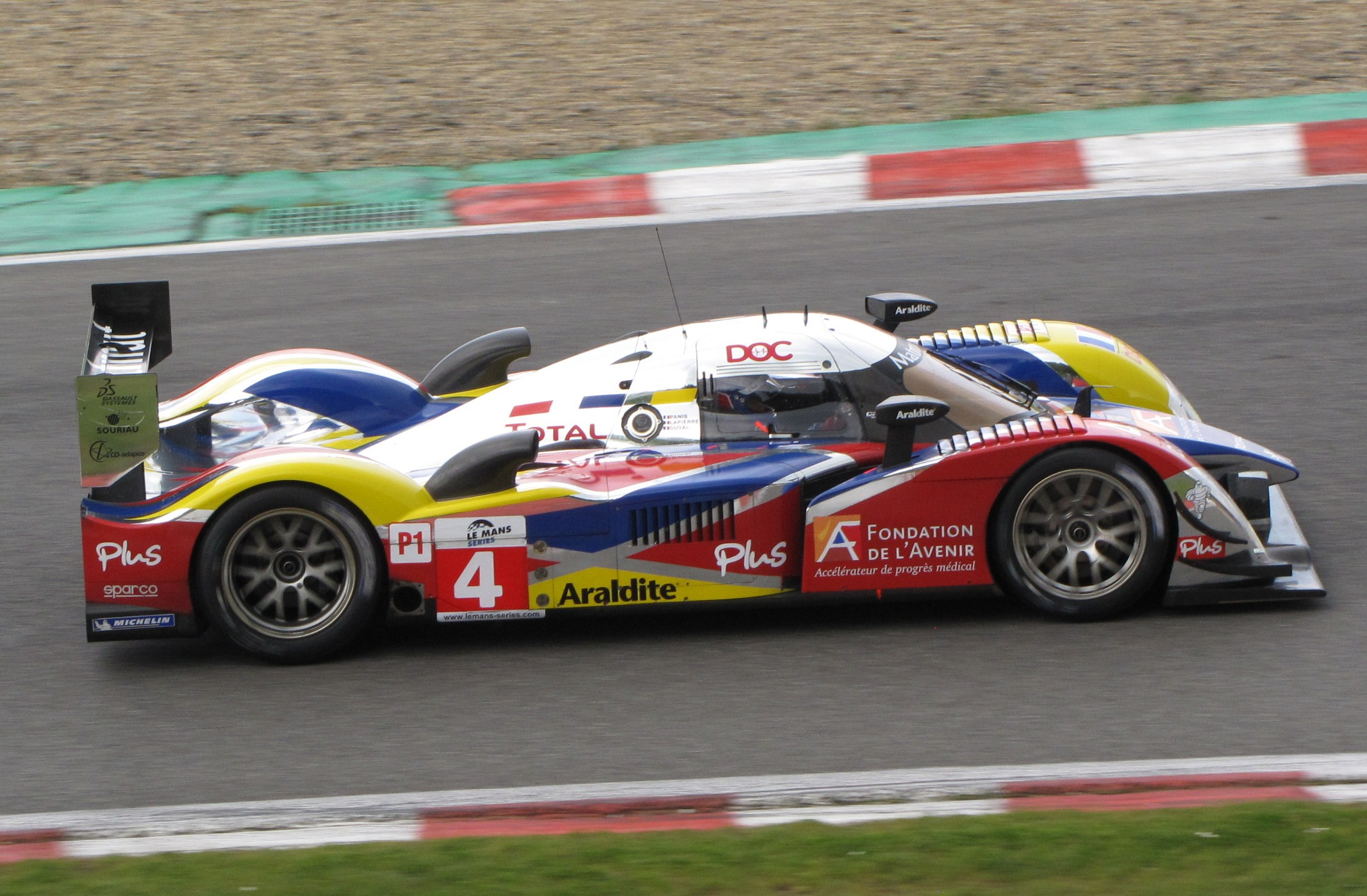
Panis beim 1000-km-Rennen von Spa-Francorchamps 2010 im Peugeot 908 HDi FAP

Panis verblieb auch für die Saison 2009 bei ORECA, die während der Winterpause den Sportprototyp aerodynamisch komplett modifizierten. Jedoch verzögerte sich die Fertigstellung des nun ORECA 01 genannten Fahrzeug bis zum 1000-km-Rennen von Spa. So mussten Panis und sein Teamkollege Nicolas Lapierre den ersten Meisterschaftslauf in Barcelona mit dem Vorjahreswagen antreten. Mit dem neuen Fahrzeug verbesserten sich die Ergebnisse den Teams über die Saison. Beim letzten Meisterschaftslauf in Silverstone konnte Panis seinen ersten Gesamtsieg einfahren. Beim nicht zur Meisterschaft zählenden 24-Stunden-Rennen von Le Mans wurden Panis und Lapierre von Soheil Ayari verstärkt und verfehlten knapp eine Podiumsplatzierung. Im September fuhr Panis, zusammen mit Lapierre und Romain Dumas, für ORECA beim Petit Le Mans. Der ursprünglich auf 1000 Meilen angesetzte Lauf musste wegen starken Regens nach vier Stunden abgebrochen werden und Panis wurde auf dem fünften Platz und als bestplatzierter Wagen mit Benzinmotor gewertet. 2010 erhielt ORECA einen der bislang vom Peugeot-Werksteam eingesetzten Dieselprototyp Peugeot 908 HDi FAP. Panis, Nicolas Lapierre und Loïc Duval waren mit dem Fahrzeug 2010 in der Le Mans Series und beim 24-Stunden-Rennen von Le Mans gemeldet.
Nachdem Ende seiner Fahrerkarriere war er als Manager von Charles Pic tätig und gründete mit Panis Racing einen eigenen Rennstall.

## Persönliches
Olivier Panis ist mit Anne verheiratet, aus dieser Ehe ging Sohn Aurélien hervor, der ebenfalls Automobilrennfahrer ist.

## Karrierestationen
- 1989 Französischer Meister der Formel Renault
- 1993 Europameister der Formel 3000

## Statistiken

### Statistik in der Formel-1-Weltmeisterschaft

#### Grand-Prix-Siege
- 1996:  Monaco (Monte Carlo)

#### Gesamtübersicht
| Saison | Team                     | Chassis               | Motor               | Rennen | Siege | Zweiter | Dritter | Poles | schn. Runden | Punkte | WM-Pos. |
| ------ | ------------------------ | --------------------- | ------------------- | ------ | ----- | ------- | ------- | ----- | ------------ | ------ | ------- |
| 1994   | Ligier Gitanes Blondes   | Ligier JS39B          | Renault 3.5 V10     | 16     | −     | 1       | −       | −     | −            | 9      | 11.     |
| 1995   | Ligier Gitanes Blondes   | Ligier JS41           | Mugen-Honda 3.0 V10 | 17     | −     | 1       | −       | −     | −            | 16     | 8.      |
| 1996   | Ligier Gauloises Blondes | Ligier JS43           | Mugen-Honda 3.0 V10 | 16     | 1     | −       | −       | −     | −            | 13     | 9.      |
| 1997   | Prost Gauloises Blondes  | Prost JS45            | Mugen-Honda 3.0 V10 | 10     | −     | 1       | 1       | −     | −            | 16     | 9.      |
| 1998   | Gauloises Prost Peugeot  | Prost AP01            | Peugeot 3.0 V10     | 15     | −     | −       | −       | −     | −            | −      | 22.     |
| 1999   | Gauloises Prost Peugeot  | Prost AP02            | Peugeot 3.0 V10     | 16     | −     | −       | −       | −     | −            | 2      | 16.     |
| 2001   | Lucky Strike B·A·R Honda | BAR 003               | Honda 3.0 V10       | 17     | −     | −       | −       | −     | −            | 5      | 14.     |
| 2002   | Lucky Strike B·A·R Honda | BAR 004               | Honda 3.0 V10       | 17     | −     | −       | −       | −     | −            | 3      | 14.     |
| 2003   | Panasonic Toyota Racing  | Toyota TF103          | Toyota 3.0 V10      | 16     | −     | −       | −       | −     | −            | 6      | 15.     |
| 2004   | Panasonic Toyota Racing  | Toyota TF104 / TF104B | Toyota 3.0 V10      | 17     | −     | −       | −       | −     | −            | 6      | 14.     |
| Gesamt | Gesamt                   | Gesamt                | Gesamt              | 157    | 1     | 3       | 1       | −     | −            | 76     |         |

#### Einzelergebnisse
| Saison | 1   | 2   | 3   | 4   | 5   | 6   | 7   | 8   | 9   | 10  | 11  | 12  | 13  | 14  | 15  | 16  | 17 | 18 |
| ------ | --- | --- | --- | --- | --- | --- | --- | --- | --- | --- | --- | --- | --- | --- | --- | --- | -- | -- |
| 1994   |     |     |     |     |     |     |     |     |     |     |     |     |     |     |     |     |    |    |
| 11     | 9   | 11  | 9   | 7   | 12  | DNF | 12  | 2   | 6   | 7   | 10  | DNF | 9   | 11  | 5   |     |    |    |
| 1995   |     |     |     |     |     |     |     |     |     |     |     |     |     |     |     |     |    |    |
| DNF    | 7   | 9   | 6   | DNF | 4   | 8   | 4   | DNF | 6   | 9   | DNF | DNF | DNF | 8   | 5   | 2   |    |    |
| 1996   |     |     |     |     |     |     |     |     |     |     |     |     |     |     |     |     |    |    |
| 7      | 6   | 8   | DNF | DNF | 1   | DNF | DNF | 7   | DNF | 7   | 5   | DNF | DNF | 10  | 7   |     |    |    |
| 1997   |     |     |     |     |     |     |     |     |     |     |     |     |     |     |     |     |    |    |
| 5      | 3   | DNF | 8   | 4   | 2   | 11  | INJ | INJ | INJ | INJ | INJ | INJ | INJ | 6   | DNF | 7   |    |    |
| 1998   |     |     |     |     |     |     |     |     |     |     |     |     |     |     |     |     |    |    |
| 9      | DNF | DNF | 11  | 16  | DNF | DNF | 11  | DNF | DNF | 15  | 12  | DNS | DNF | 12  | 11  |     |    |    |
| 1999   |     |     |     |     |     |     |     |     |     |     |     |     |     |     |     |     |    |    |
| DNF    | 6   | DNF | DNF | DNF | 9   | 8   | 13  | 10  | 6   | 10  | 13  | 11  | 9   | DNF | DNF |     |    |    |
| 2001   |     |     |     |     |     |     |     |     |     |     |     |     |     |     |     |     |    |    |
| 7      | DNF | 4   | 8   | 7   | 5   | DNF | DNF | DNF | 9   | DNF | 7   | DNF | 11  | 9   | 11  | 13  |    |    |
| 2002   |     |     |     |     |     |     |     |     |     |     |     |     |     |     |     |     |    |    |
| DNF    | DNF | DNF | DNF | DNF | DNF | DNF | 8   | 9   | 5   | DNF | DNF | 12  | 12  | 6   | 12  | DNF |    |    |
| 2003   |     |     |     |     |     |     |     |     |     |     |     |     |     |     |     |     |    |    |
| DNF    | DNF | DNF | 9   | DNF | DNF | 13  | 8   | DNF | 8   | 11  | 5   | DNF | DNF | DNF | 10  |     |    |    |
| 2004   |     |     |     |     |     |     |     |     |     |     |     |     |     |     |     |     |    |    |
| 13     | 12  | 9   | 11  | DNF | 8   | 11  | DSQ | 5   | 15  | DNF | 14  | 11  | 8   | DNF | 14  | 14  |    |    |

| Legende  | Legende            | Legende                                                          |
| Farbe    | Abkürzung          | Bedeutung                                                        |
| -------- | ------------------ | ---------------------------------------------------------------- |
| Gold     | –                  | Sieg                                                             |
| Silber   | –                  | 2. Platz                                                         |
| Bronze   | –                  | 3. Platz                                                         |
| Grün     | –                  | Platzierung in den Punkten                                       |
| Blau     | –                  | Klassifiziert außerhalb der Punkteränge                          |
| Violett  | DNF                | Rennen nicht beendet (did not finish)                            |
| Violett  | NC                 | nicht klassifiziert (not classified)                             |
| Rot      | DNQ                | nicht qualifiziert (did not qualify)                             |
| Rot      | DNPQ               | in Vorqualifikation gescheitert (did not pre-qualify)            |
| Schwarz  | DSQ                | disqualifiziert (disqualified)                                   |
| Weiß     | DNS                | nicht am Start (did not start)                                   |
| Weiß     | WD                 | zurückgezogen (withdrawn)                                        |
| Hellblau | PO                 | nur am Training teilgenommen (practiced only)                    |
| Hellblau | TD                 | Freitags-Testfahrer (test driver)                                |
| ohne     | DNP                | nicht am Training teilgenommen (did not practice)                |
| ohne     | INJ                | verletzt oder krank (injured)                                    |
| ohne     | EX                 | ausgeschlossen (excluded)                                        |
| ohne     | DNA                | nicht erschienen (did not arrive)                                |
| ohne     | C                  | Rennen abgesagt (cancelled)                                      |
| ohne     | keine WM-Teilnahme |                                                                  |
| sonstige | P/fett             | Pole-Position                                                    |
| sonstige | 1/2/3/4/5/6/7/8    | Punktplatzierung im Sprint-/Qualifikationsrennen                 |
| sonstige | SR/kursiv          | Schnellste Rennrunde                                             |
| sonstige | *                  | nicht im Ziel, aufgrund der zurückgelegten Distanz aber gewertet |
| sonstige | ()                 | Streichresultate                                                 |
| sonstige | unterstrichen      | Führender in der Gesamtwertung                                   |

### Le-Mans-Ergebnisse
| Jahr | Team              | Fahrzeug            | Teamkollege      | Teamkollege    | Platzierung | Ausfallgrund              |
| ---- | ----------------- | ------------------- | ---------------- | -------------- | ----------- | ------------------------- |
| 2008 | Team ORECA Matmut | Courage-ORECA LC70  | Marcel Fässler   | Simon Pagenaud | Ausfall     | Unfall von Marcel Fässler |
| 2009 | Team ORECA Matmut | ORECA 01            | Nicolas Lapierre | Soheil Ayari   | Rang 5      |                           |
| 2010 | Team ORECA Matmut | Peugeot 908 HDi FAP | Nicolas Lapierre | Loïc Duval     | Ausfall     | Motorschaden              |
| 2011 | Team ORECA Matmut | Peugeot 908 HDi FAP | Nicolas Lapierre | Loïc Duval     | Rang 5      |                           |

### Sebring-Ergebnisse
| Jahr | Team              | Fahrzeug            | Teamkollege | Teamkollege      | Platzierung | Ausfallgrund |
| ---- | ----------------- | ------------------- | ----------- | ---------------- | ----------- | ------------ |
| 2011 | Team ORECA Matmut | Peugeot 908 HDi FAP | Loïc Duval  | Nicolas Lapierre | Gesamtsieg  |              |